# 内班
内班（法語：Nébing，法語發音：[nebɛ̃]）是法国摩泽尔省的一个市镇，属于萨尔堡-萨兰堡区。

## 地理
内班（48°54'16"N, 6°48'38"E）面积7.36 平方千米，位于法国大東部大區摩泽尔省，该省份为法国东北部内陆省份，是洛林的一部分，西南接默尔特-摩泽尔省，东临下莱茵省，北与卢森堡和德国接壤。
与内班接壤的市镇（或旧市镇、城区）包括：阿尔贝斯特罗夫、巴桑、马里蒙-莱贝内斯特罗夫、莫尔兰、蒙迪迪耶、托尔舍维尔、瓦勒-莱贝内斯特罗夫。
内班的时区为UTC+01:00、UTC+02:00（夏令时）。

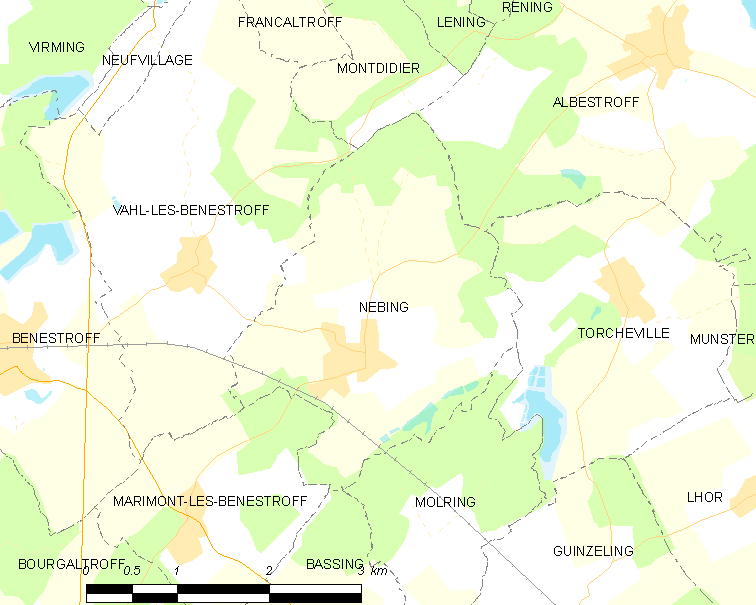
内班的OSM定位图

## 行政
内班的邮政编码为57670，INSEE市镇编码为57496。

## 政治
内班所属的省级选区为索努瓦县。

## 人口

1962-2008年间内班人口变化图示

内班于2022年1月1日时的人口数量为332人。